# Sarbinowo (Poniec)
Sarbinowo ist ein Dorf in der Woiwodschaft Großpolen in Polen. Es gehört zur Gemeinde Poniec im Powiat Gostyński und liegt auf einer Höhe von etwa 91 Metern über dem Meeresspiegel. Das Verwaltungszentrum der Gemeinde in Poniec ist etwa acht Kilometer in nordwestlicher Richtung von Sarbinowo entfernt. Haupteinnahmequellen des Dorfes sind die Forst- und Landwirtschaft.

## Quelle
- Geographie Sarbinowo